# QSO J1819+3845
QSR J1819+3845是一個類星體，以其為銀河系外無線電波強度變化最大而聞名。該類星體可以在數小時內變化幅度在4個數量級以上。

## 概要
天文學家已經證實QSR J1819+3845光度大幅度變化是由星际物质造成輻射散射引起。該類星體提供了完美的證明顯示因為星際物質或星際閃爍在輻射散射中扮演的角色。天文學家藉由分布於美國和荷蘭的多台望遠鏡接收到該類星體訊號的時間差方式證明此現象。
星際閃爍是輻射受到星際物質干涉或折射所產生的現象。該現象可視為星際物質對來自輻射源的無線電波進行聚焦和發散，造成黑暗和明亮斑塊，就像魚池底的明亮與黑暗斑點。當地球穿過這些斑塊時，將可以觀測到無線電波強度的變化，就像前述魚池中的魚在黑暗與明亮斑點之間游動的情形。
如果繞射閃爍的標準理論適用的話，該類星體在地面無線電波的軌跡看起來將包含一個小於5微角秒的分量，因此溫度必須超過1015 K。不過，閃爍的原因也許可能是不尋常的星際物質介入狀態所造成。
儘管如此，QSR J1819+3845的重要性在於星際閃爍在一些類星體光度變化佔有一定的重要性，並成為討論的話題。